# Area 46 di Brodmann
L'Brodmann area 46, nell'acronimo inglese BA46, è un'area del lobo frontale della corteccia cerebrale nel cervello umano. Si trova tra l'Area 10 di Brodmann e l'Area 45 di Brodmann.
La BA46 è detta anche middle frontal area 46 (area 46 frontale mediana). Nel cervello umano occupa approssimativamente un terzo della circonvoluzione frontale media, nella parte centrale, e quasi tutta la parte rostrale della circonvoluzione frontale inferiore. L'area 46 di Brodmann più o meno corrisponde alla corteccia prefrontale dorsolaterale (nell'acronimo inglese DLPFC), anche se i suoi confini sono basati più sulla citoarchitettura che sulla funzione. La DLPFC comprende anche parte dell'area frontale granulare 9, direttamente adiacente alla superficie dorsale della corteccia.